# Jurysprudencja socjologiczna
Jurysprudencja socjologiczna – zbiorcza nazwa wielu nurtów nauk prawnych z początku XX wieku, sięgających pomocniczo po wiedzę i metody socjologii (szczególnie socjologii prawa). 
Mianem tym określa się szkołę wolnego prawa, amerykański i skandynawski realizm prawniczy oraz prace Roscoe Pounda. 
W polskiej nauce okresu komunizmu nurt ten nazywany był funkcjonalizmem prawnym i był celem licznych krytyk ze strony teoretyków prawa. Nie istnieją jednak silniejsze związki między socjologiczną jurysprudencją a funkcjonalizmem w socjologii czy antropologii.